# Pivotal Games
Pivotal Games était une société britannique de développement de jeux vidéo, fondée en mars 2000 et rachetée par SCi Entertainment le 29 septembre 2003. Elle a notamment développé la série des Conflict. Leur dernier titre, Conflict: Denied Ops est sorti le 12 février 2008. 
Elle ferme ses portes le 22 août 2008 après une restructuration au sein de SCi.

## Produits
| Jeu vidéo                 | Date de sortie | Plates-formes                                             |
| ------------------------- | -------------- | --------------------------------------------------------- |
| Conflict: Desert Storm    | 2002           | Microsoft Windows, PlayStation 2, Nintendo GameCube, Xbox |
| La Grande Évasion         | 2003           | Microsoft Windows, PlayStation 2, Xbox                    |
| Conflict: Desert Storm II | 2003           | Microsoft Windows, PlayStation 2, Nintendo GameCube, Xbox |
| Conflict: Vietnam         | 2004           | Microsoft Windows, PlayStation 2, Xbox                    |
| Conflict: Global Storm    | 2005           | Microsoft Windows, PlayStation 2, Xbox                    |
| Conflict: Denied Ops      | 2008           | Microsoft Windows, PlayStation 3, Xbox 360                |